# Tabarka
Tabarka,  ṭbarqa ?, Thabraca på Latin, også kaldet Tbarga lokalt) er en kystby i Tunesien, tæt ved grænsen til Algeriet. Byen er grundlagt i 1500 -tallet, hvor den blev berømt for produktion af marmor. Den har i 2025 ca. 15.000 indbyggere. Den er især kendt for koralfiskeri og en årlig jazz festival. Tabarkas historie er en farverig mosaik af Fønikiens og Romerrigets samt arabiske og tyrkiske konflikter.
Tabarka er omgivet af skove, hvor der blandt andet findes korkeg. Ved byen er der både en lufthavn og en golfbane. .
Ved byen ligger en ø af samme navn som byen. Den er forbundet med byen af en dæmning. Den er kun ca. en kvart kvadratkilometer stor og ligger 400 m fra kysten. Ved den spanske kyst overfor øen Tabarka ligger en ø af samme navn. Her bosatte udvandrere fra det oprindelige Tabarka sig i senmiddelalderen. Deres koloni blev dog indlemmet i Spanien.

## Øens historie
I 1540 blev øen af Osmannerriget givet i konsession til en familie Lomellini fra Genoa. Samme år, hvor Karl 5. styrede det tysk-romerske rige, søgte øens indbyggere kejserens beskyttelse, formentlig på grund af angreb fra pirater. Dette førte dog allerede i 1542 til en større indvandring af ca. 1000 italienere. Karl 5. var interesseret i koralfiskeriet og i løbet af få år var det en god indtægtskilde for øen. Herefter opstod en række konflikter og erobringsforsøg. I 1741 blev beboerne taget som slaver af en tunesisk oprørsgruppe, og kejser Karl Emanuel III betalte en større løsesum for at få dem frigivet. I 1793 besatte Frankrig øen, som de ønskede at bruge som støttepunkt for flåden. Dette førte til konflikt med Spanien, som tog 625 franske krigsfanger. I 1798 blev øen angrebet af en tunesiske oprørsgruppe, og efter forskellige forhandlinger og udvekslinger af fanger blev øen befriet i 1803.